# Becky Albertalli
Becky Albertalli, née le 17 novembre 1982 à Atlanta (Géorgie), est une autrice américaine de romans pour adolescents.

## Biographie
Becky Albertalli grandit dans la région métropolitaine d'Atlanta. Elle obtient un doctorat de psychologie. Elle est mariée et a deux fils. Elle se tourne vers l'écriture après la naissance de son premier enfant.
Elle est connue pour son premier roman Moi, Simon, 16 ans, Homo Sapiens (Simon vs. the Homo Sapiens Agenda), paru en 2015, qui est adapté au cinéma en 2018 sous le titre Love, Simon.
Elle fait son coming out bisexuel en septembre 2020.

## Œuvre
- Simon vs. the Homo Sapiens Agenda, 2015 Moi, Simon, 16 ans, Homo Sapiens, traduit par Mathilde Tamae-Bouhon, Vanves, Hachette, 04/2015  (ISBN 978-2-01-203876-9) ; réédition, Vanves, coll. « Le Livre de poche jeunesse », 04/2017, 314 p.  (ISBN 978-2-01-701016-6) ; réédition sous le titre Love, Simon, Paris, Hachette, 05/2018, 314 p.  (ISBN 978-2-01-626962-6) ; Paris : Audiolib, lu par Gauthier Battoue, 06/2018, 1 disque compact audio (5 h 51 min).  (ISBN 978-2-36762-691-8)[4]
- The Upside of Unrequited, 2017 Mes hauts, mes bas et mes coups de cœur en série, traduit par Mathilde Tamae-Bouhon, Vanves, Hachette, 09/2017, 320 p.  (ISBN 978-2-01-290448-4)
- Leah on the Offbeat, 2018 Leah à contretemps, traduit par Mathilde Tamae-Bouhon, Vanves, Hachette, 05/2018, 396 p.  (ISBN 978-2-01-626968-8)
- What If It's Us, 2018 (écrit en collaboration avec Adam Silvera) Pourquoi pas nous ?, traduit par Mathilde Tamae-Bouhon et Jean-Baptiste Flamin., Vanves, Hachette, 10/2018, 448 p.  (ISBN 978-2-01-627020-2)

## Adaptation cinématographique
- 2018 : Love, Simon, film américain réalisé par Greg Berlanti, avec Nick Robinson, Josh Duhamel, Jennifer Garner

## Prix
- William C. Morris Award de l'American Library Association[5],[6].